# Erkänslans kors
Erkänslans kors (lettiska: Atzinības krusts) är en lettisk utmärkelse som instiftades ursprungligen den 13 maj 1710 av hertig av Kurland Fredrik Wilhelm Kettler. Han nämnde vara 18 personer till orden, och efter Fredrik Wilhelms bortgång år 1711 blev orden också vilande. President Kārlis Ulmanis grundades åter år 1938.
Orden avskaffades under den sovjetiska ockupationen men instiftades åter år 2004. Den delas ut för meriter inom vetenskap, konst, förvaltning och utbildning. Mottagaren behöver inte vara en lettisk medborgare. Lettland president är ordens stormästare.
Utmärkelsen delas i fem vanliga klasser (storkors, storofficerare, kommendör, officerare, riddare) och fem medaljklasser. Utmärkelsens band är röd med två vita ränder:
- ordens band